# SportsCenter
O SportsCenter (SC) é um telejornal esportivo estadunidense, considerado como o principal programa e a grande marca da rede de televisão a cabo e por satélite ESPN.
O programa geralmente cobre os principais esportes dos Estados Unidos, incluindo basquetebol, hóquei no gelo, futebol americano e beisebol, e também modalidades esportivas e atletas de todo o mundo. Além dos destaques dos esportes do dia, também é conhecido por suas recapitulações após eventos esportivos e sua análise aprofundada por diferentes âncoras e figuras populares como Stephen A. Smith e Scott Van Pelt.
Desde que estreou após o lançamento da rede em 7 de setembro de 1979, o SC já foi ao ar mais de 60.000 episódios únicos, mais do que qualquer outro programa da televisão americana. Originalmente transmitido apenas uma vez por dia, passou a ter diversas exibições diárias e continua a ser o carro-chefe da ESPN, liderando o setor de transmissão de esportes e entretenimento. Atualmente é transmitido dos estúdios da ESPN em Bristol e Los Angeles.
Além de transmitir simulcasts ou edições exclusivas da rede nas redes irmãs ESPN2 e ESPNews, também produz atualizações curtas no jogo durante eventos esportivos transmitidos na ABC e, até 2017, um segmento de contagem regressiva de jogo intersticial para a rede Disney XD. Teve como primeiro âncora George Grande, que ficou no ar até 1989.

## Versões pelo mundo
Foram criadas versões do SportsCenter em filiais da ESPN pelo mundo.
Em 2000, foram lançados versões em português para o público do Brasil – chamado SportsCenter Brasil – na ESPN Brasil e em castelhano – para a audiência do restante da América Latina – na ESPNDeportes, que, com o tempo, foi subdividida em edições argentina, mexicana e peruana.

Ainda existe SC em versões australiana (exibido pela ESPN Australia), canadense (exibido no canal TSN e que replica as regras gramaticais locais) e filipina (exibido pelo canal One Sports).